# ایو ساوترن
ایو ساوترن (انگلیسی: Eve Southern; ۲۳ اوت ۱۹۰۰ – ۲۹ نوامبر ۱۹۷۲) بازیگر اهل ایالات متحده آمریکا بود.
از فیلم‌ها یا برنامه‌های تلویزیونی که وی در آن نقش داشته‌است، می‌توان به ارابه‌های جنگی، تعصب، جان‌فروشی، قانون دریا، مراکش، با عشق و نارضایتی و زنی از دریا اشاره کرد.